# Заполье (Емецкое сельское поселение, Сия)
Заполье — деревня в Холмогорском районе Архангельской области.

## География
Находится в центральной части Архангельской области на расстоянии приблизительно 18 км на север-северо-запад от села Емецк в низовьях речки Сия. Входит в куст деревень Сия.

## История
В 1939 году была отмечена как деревня Сийского сельсовета Емецкого района. В 2019 году отмечено 5 хозяйств. До 2022 года входила в Емецкое сельское поселение до его упразднения.

## Население
Численность населения: 8 человек (2019 год).